# Алісія (співачка)
Алісія (нар. 1 березня 1983, Іхтиман, НРБ) — болгарська співачка.

## Дискографія
- Сини нощи (2002)
- Пожелай ме (2004)
- Аз съм секси (2005)
- Най-вървежен (2008)
- Твоя тотално (2010)